# إمبراطور الفرنسيين
إمبراطور الفرنسيين (بالفرنسية: Empereur des Français) كان لقب العاهل والحاكم الأعلى للإمبراطورية الفرنسية الأولى والإمبراطورية الفرنسية الثانية. كان إمبراطور فرنسا ملكًا مطلقًا.

## تفاصيل

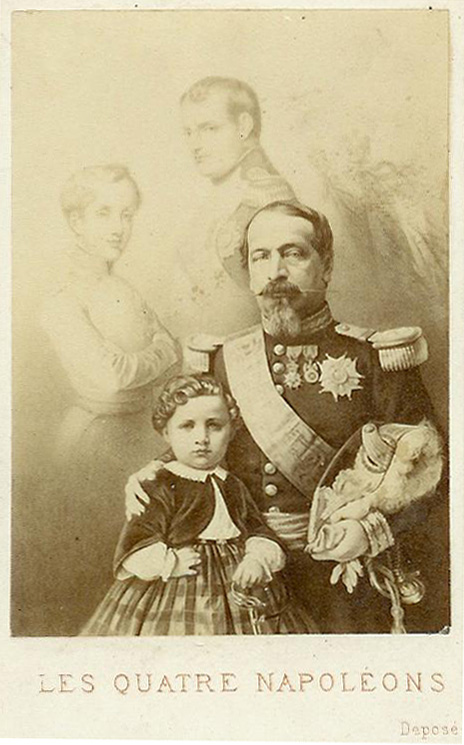
"الأربعة نابليون"، صورة دعائية تعود لعام 1858 تصور نابليون الأول والثانيوالثالث، ولويس نابليون

اللقب والمنصب استخدمه بيت بونابرت بدءًا من إعلان نابليون بونابرت إمبراطورًا في 18 مايو 1804 من قبل مجلس الشيوخ وتتويجه إمبراطورًا للفرنسيين في 2 ديسمبر 1804 في كاتدرائية نوتردام دي باريس، في باريس، بتاج نابليون. 
وكان من المفترض أيضًا أن يشير لقب "إمبراطور الفرنسيين" إلى أن تتويج نابليون لم يكن استعادة للنظام الملكي، بل كان بمثابة تقديم نظام سياسي جديد: الإمبراطورية الفرنسية. أكد اللقب على أن الإمبراطور يحكم "الشعب الفرنسي" (الأمة) بموافقته، ولا يحكم فرنسا (الدولة)، وكان منصبًا في ظل الجمهورية الفرنسية مماثلًا لمنصب القنصل الأول السابق. كانت الصيغة القديمة لـ "ملك فرنسا" تشير إلى أن الملك يمتلك فرنسا كممتلكات شخصية. يشير المصطلح الجديد إلى ملكية دستورية. تم إنشاء اللقب عمدًا للحفاظ على مظهر الجمهورية الفرنسية ولإظهار أنه بعد الثورة الفرنسية، تم التخلي عن النظام الإقطاعي وتم إنشاء دولة قومية، حيث يحكم إمبراطورها مواطنين متساوين. كما استعاد الإمبراطور لقب إمبراتور من الجمهورية الرومانية، باعتباره قاضيًا يمارس الإمبريوم أو القيادة، وخاصة على الجيش. وقد أكد هذا على أن نابليون هو القاضي الأعلى والقائد الأعلى للقوات المسلحة الذي ينتخبه المواطنون.
كما أكد اتخاذ لقب "إمبراطور" أيضًا على أن إرادة مواطني فرنسا كانت مساوية في السيادة لإرادة أي شخص آخر، وخاصة ما كان حتى هذا الوقت أعلى سيادة في العالم الغربي: الإمبراطور الروماني (المقدس)، الذي ادعى الاستمرارية مع الأباطرة الرومان القدماء، وكان تتويجه من قبل البابا يستخدم للمطالبة بالسلطة بالحق الإلهي.
ولم تتم الإشارة إلى الدولة رسميًا باسم الإمبراطورية الفرنسية وليس الجمهورية الفرنسية إلا بعد الأول من يناير عام 1809. 
استمر حكم نابليون حتى 22 يونيو 1815، عندما هُزم في معركة واترلو، ونُفي وسُجن في جزيرة سانت هيلينا، حيث توفي في 5 مايو 1821. انقطع حكمه بسبب استعادة بوربون عام 1814 ونفيه إلى إلبا، حيث هرب بعد أقل من عام لاستعادة العرش، وحكم كإمبراطور لمدة 111 يومًا أخرى قبل هزيمته النهائية ونفيه.
بعد أقل من عام من الانقلاب الفرنسي عام 1851 الذي قاده ابن أخ نابليون لويس نابليون بونابرت، والذي انتهى بحل الجمعية الوطنية الفرنسية بنجاح، تحولت الجمهورية الفرنسية الثانية إلى الإمبراطورية الفرنسية الثانية، التي تأسست بموجب استفتاء في 7 نوفمبر 1852. الرئيس بونابرت، الذي انتخبه الشعب الفرنسي، أصبح رسميًا نابليون الثالث، إمبراطور الفرنسيين، اعتبارًا من التاريخ الرمزي والتاريخي 2 ديسمبر 1852. وانتهى حكمه فعليا في 28 يوليو 1870، حيث انتقلت سلطة رئيس الدولة إلى زوجته أوجيني دي مونتيجو التي حكمت كإمبراطورة وصية على فرنسا بينما غادر نابليون الثالث مع جيشه. استمر حكمه اسميًا حتى 4 سبتمبر 1870، حيث عزل رسميًا بعد هزيمته وأسره في معركة سيدان خلال الحرب الفرنسية البروسية. في مارس 1871، أطلق سراحه من الحجز البروسي ونفي إلى المملكة المتحدة، حيث توفي في 9 يناير 1873.
منذ وفاة لويس نابليون، الابن الوحيد لنابليون الثالث، في عام 1879، كان لبيت بونابرت عدد من المطالبين بالعرش الفرنسي. المدعي الحالي هو تشارلز، الأمير نابليون، الذي أصبح رئيسًا لبيت بونابرت في 3 مايو 1997. ويتحدى منصبه ابنه جان كريستوف، الأمير نابليون، الذي تم تعيينه وريثًا في وصية جده الراحل.

## الأوسمة
ومن بين الأوسمة التي أنشأها نابليون الأول أو تلقاها:
- الإمبراطورية الفرنسية الأولى: وسام جوقة الشرف
- الإمبراطورية الفرنسية الأولى: وسام ريونيون
- مملكة إيطاليا النابوليونية: وسام التاج الحديدي
- الإمبراطورية النمساوية: وسام الصليب الأعظم من وسام القديس ستيفن 1810[3]
- مملكة بافاريا: وسام القديس هوبرت 1805[4]
- مملكة الدنمارك: وسام الفيل، 18 مايو 1808[5]
- مملكة البرتغال: وسام الصليب الأعظم من وسام الأوسمة الثلاثة، 8 مايو 1805[6]
- مملكة بروسيا: وسام النسر الأسود، 1805
- الإمبراطورية الروسية: وسام القديس أندرو، يوليو 1807[7]
- مملكة إسبانيا: وسام الصوف الذهبي، 1805[8]
- مملكة السويد: وسام السيرافيم، 3 فبراير 1811[9]

## قائمة الأباطرة

### الإمبراطورية الفرنسية الأولى
| الاسم         | العمر                                 | بداية الحكم  | نهاية الحكم                     | ملاحظات | العائلة | الصورة |
| ------------- | ------------------------------------- | ------------ | ------------------------------- | ------- | ------- | ------ |
| نابليون الأول | 15 أغسطس 1769 - 5 مايو 1821 (51 عامًا) | 18 مايو 1804 | 6 أبريل 1814 (9 سنوات 323 يومًا) | -       | بونابرت |        |

### المئة يوم
يُعتبر استمرارًا للإمبراطورية الفرنسية الأولى على الرغم من النفي القصير للإمبراطور نابليون الأول
| الاسم          | العمر                                  | بداية الحكم   | نهاية الحكم             | ملاحظات           | العائلة | الصورة |
| -------------- | -------------------------------------- | ------------- | ----------------------- | ----------------- | ------- | ------ |
| نابليون الأول  | 15 أغسطس 1769 - 5 مايو 1821 (51 عامًا)  | 20 مارس 1815  | 22 يونيو 1815 (92 يومًا) | -                 | بونابرت |        |
| نابليون الثاني | 20 مارس 1811 - 22 يوليو 1832 (21 عامًا) | 22 يونيو 1815 | 7 يوليو 1815 (15 يومًا)  | ابن نابليون الأول | بونابرت |        |

### الإمبراطورية الفرنسية الثانية
| الاسم          | العمر                                  | بداية الحكم   | نهاية الحكم                       | ملاحظات                                                                    | العائلة | الصورة |
| -------------- | -------------------------------------- | ------------- | --------------------------------- | -------------------------------------------------------------------------- | ------- | ------ |
| نابليون الثالث | 20 أبريل 1808 - 9 يناير 1873 (64 عامًا) | 2 ديسمبر 1852 | 4 سبتمبر 1870 (17 عامًا و276 يومًا) | ابن أخ نابليون الأول ابن عم نابليون الثاني حفيد الإمبراطورة جوزفين بونابرت | بونابرت |        |